# Ernestina Sodi
Ernestina Sodi Miranda (Ciudad de México, 24 de julio de 1960-Ciudad de México, 9 de noviembre de 2024) fue una historiadora especializada en la estética, escritora, periodista y modelo mexicana.

## Primeros años y educación
Ernestina Sodi Miranda nació el 24 de julio de 1960. Fue la tercera de las hijas del segundo matrimonio entre Yolanda Miranda Mange y Ernesto Sodi Pallares criminólogo mexicano. Laura Zapata (hija del primer matrimonio de su madre), Federica, Gabriela y Thalía Sodi son sus hermanas. Fue madre de la actriz y cantante Camila González Sodi, conocida como Camila Sodi, y de Marina, su segunda  hija, ambas fruto de su relación con Fernando González Parra, un abogado de quién se divorció luego de sufrir violencia física y psicológica.
Estudió con sus hermanas Gabriela y Federica en el Conservatorio Nacional de México. Era especialista en estética y letras, licenciada en Historia del Arte por el Instituto de Cultura Superior, profesora en Letras Modernas por la Universidad Iberoamericana y candidata al Doctorado en Letras Modernas por la misma universidad con la tesis "El mito, la tragedia y el drama en Tristán e Isolda" de Richard Wagner.

## Carrera
En 1977 obtuvo la corona y el centro como Señorita Distrito Federal, con lo cual consiguió el derecho a participar en el certamen nacional Señorita México 1978, el cual fue ganado por la baja californiana Felicia Mercado en el Centro de Convenciones de Acapulco. Al convertirse en finalista del certamen nacional, fue enviada al concurso Miss Internacional 1979 en Japón.

## Muerte
A los 64 años, falleció el 9 de noviembre de 2024 en la Ciudad de México, donde se hallaba hospitalizada a partir de haber sufrido tres infartos.
Fue sepultada en el Panteón Francés de San Joaquín.